# Utricularia christopheri
Utricularia christopheri är en tätörtsväxtart som beskrevs av Peter Geoffrey Taylor. Utricularia christopheri ingår i släktet bläddror, och familjen tätörtsväxter. Inga underarter finns listade i Catalogue of Life.